# Mitreo del Circo Massimo
Il Mitreo del Circo Massimo è un mitreo di Roma situato vicino all'estremità verso il Tevere del Circo Massimo, ai confini del Foro Boario, al di sotto di un edificio in via dell'Ara Massima.

## Storia
L'edificio pubblico in mattoni, di età imperiale, che si affacciava verso i carceres del Circo Massimo, venne scoperto e scavato nel 1931 in seguito a lavori di costruzione di un magazzino per i costumi e le scene del Teatro dell'Opera di Roma.

## Descrizione

Pianta schematica del mitreo.

Il pianterreno dell'edificio antico è abbastanza ben conservato, con cinque ambienti rettangolari paralleli comunicanti tra loro e due grandi scalinate sul lato che guardava il Circo che portavano al piano superiore e si estendevano per quasi tutta la lunghezza dell'edificio. Le scale, che sovrastano alcuni ambienti minori, vennero aggiunte in una seconda fase di costruzione, riferibile al II secolo. 
Nel III secolo alcuni ambienti dell'edificio vennero riadattati per ospitare un mitreo. L'accesso principale doveva trovarsi sul lato orientale, attraverso un corridoio, mentre oggi si accede da quello che doveva essere un ingresso minore. Dalla stanza successiva si poteva entrare tramite una porta nel santuario vero e proprio, lo spaeleum ("grotta"), con una stanzetta con nicchia sulla destra, una sorta di sagrestia (apparatorium). In questo primo tratto il pavimento è di epoca dioclezianea, con grandi mattoni quadrati bipedali.
Nella parete dell'atrio si trovano due nicchie con basi di marmo, dove si dovevano trovare le due statue dei dadofori Cautes e Cautopates; ai lati due mensole sostenevano le colonnine di due edicole.
Seguono altri quattro ambienti, aperti al centro (a "H") con un arcone sull'apertura centrale. Qui si trovano i banconi per far sedere i fedeli, che nei due ambienti più piccoli a sinistra sono presenti solo sul lato destro. Anche qui, davanti alla porta, si trovano due edicole e nicchie; quella a destra è occupata da un recipiente in terracotta.
Al centro dell'arcone è interrata una grande anfora in terracotta, dove probabilmente veniva raccolto il sangue dei tori sacrificati.
Il pavimento era coperto da marmi, in parte conservati, spesso di reimpiego. Sul muro di fondo si apre un arco con la superficie inferiore coperta da pomici e vi si allineano anche alcune basi e nicchie inquadrate da edicole. Dentro l'arco, un'edicoletta a mattoni forma una nicchia semicircolare coperta da semicupola: qui si doveva trovare, in posizione preminente, la statua di Mitra. Non è chiaro dove fosse collocato il rilievo rinvenuto con la tauroctonia, che rappresenta Mitra che uccide il toro, affiancato da Cautes, Cautopates, Sol, Luna e il corvo, mentre a sinistra si vede lo stesso Mitra che porta il toro ucciso sulle spalle. L'iscrizione in alto riporta il nome del dedicante: "Deo Soli Invicto Mithrae Ti(berius) Cl(audio) Hermes ob votum dei typum d(ono) d(at)  ("al dio Sole invitto Mitra, Tiberio Claudio Hermes in seguito a un voto offre l'immagine del dio").
Un secondo rilievo, più piccolo, si trova in un incavo sulla parete destra e raffigura anch'esso il sacrificio del toro. Sono state rinvenute altre iscrizioni e dediche, tutte con nomi di liberti.